# پوهاتان الیس
پوهاتان الیس (به انگلیسی: Powhatan Ellis) سناتور سابق عضو حزب دموکرات ایالات متحده آمریکا بود. وی در سال ۱۸۲۵ تا ۱۸۲۶ و ۱۸۲۷ تا ۱۸۳۲ میلادی سناتور ایالت میسیسیپی در سنای ایالات متحده آمریکا بود.